# Архиепархия Вестминстера
Архиепархия Вестминстера — римско-католическая митрополия с центром в Лондоне, Англия. Основана в 1851 году Папой Пием IX в числе первых 13 диоцезов на территории Англии.
Площадь архидиоцеза составляет 3634 км² и включает графства: частично Большой Лондон севернее Темзы (южнее Темзы — архидиоцез Саутворка) и Хартфордшир. Центр архидиоцеза находится в центральном Лондоне, в Вестминстерском соборе на Victoria Street. Резиденция архиепископа находится на Ambrosden Avenue.
После восстановления иерархической структуры Католической Церкви на территории Англии и Уэльса в 1850 году (католическая структура была упразднена в период Реформации), было принято решение, что диоцезы Католической и Англиканской Церквей не будут пересекаться. Вестминстер формально считается отдельным городом. Это послужило основанием создать новую кафедру именно там, хотя архиепископы Вестминстера считают себя продолжателями линии католических архиепископов Кентерберийских, существовавших в Англии до 1532 года (в настоящее время Архиепископом Кентерберийским называют архиепископа Англиканской Церкви).
Традиционно архиепископа Вестминтсера производят в кардиналы и избирают председателем Конференции католических епископов Англии и Уэльса, т.о. архиепископ Вестминстера считается примасом Англии (хотя употребление термина примас не совсем корректно, так как примасом Англии традиционно называют архиепископа Англиканской Церкви).
С 21 мая 2009 года одиннадцатым архиепископом Вестминстерским является кардинал Винсент Джерард Николс. На этом посту он сменил кардинала Кормака Мёрфи-О’Коннора, который ушёл в отставку по достижении обязательного пенсионного возраста — 75 лет, став первым в истории архиепископом-эмеритом Вестминстера.